# Ricky Sánchez
Ricardo Sánchez Rosa, detto Ricky (Guayama, 6 luglio 1987), è un cestista portoricano.

## Carriera
È stato selezionato dai Portland Trail Blazers al secondo giro del Draft NBA 2005 (35ª scelta assoluta).
Con Porto Rico ha disputato due edizioni dei Campionati mondiali (2010, 2014) e quattro dei Campionati americani (2007, 2009, 2011, 2013).

## Palmarès
- Campione NBDL (2008)